# Foszfinitek

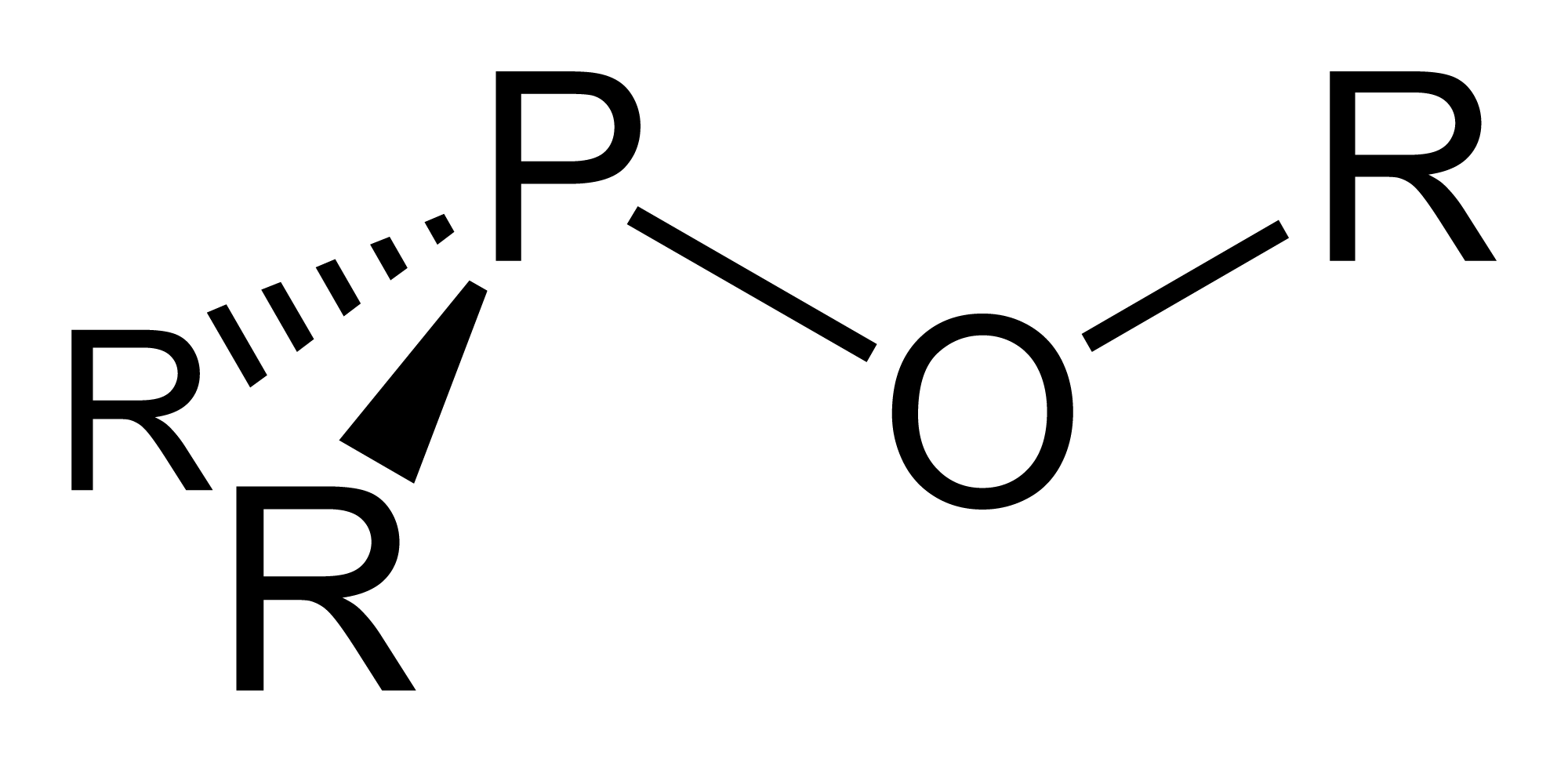
A foszfinit általános szerkezeti képlete. Az R oldalláncot jelöl.

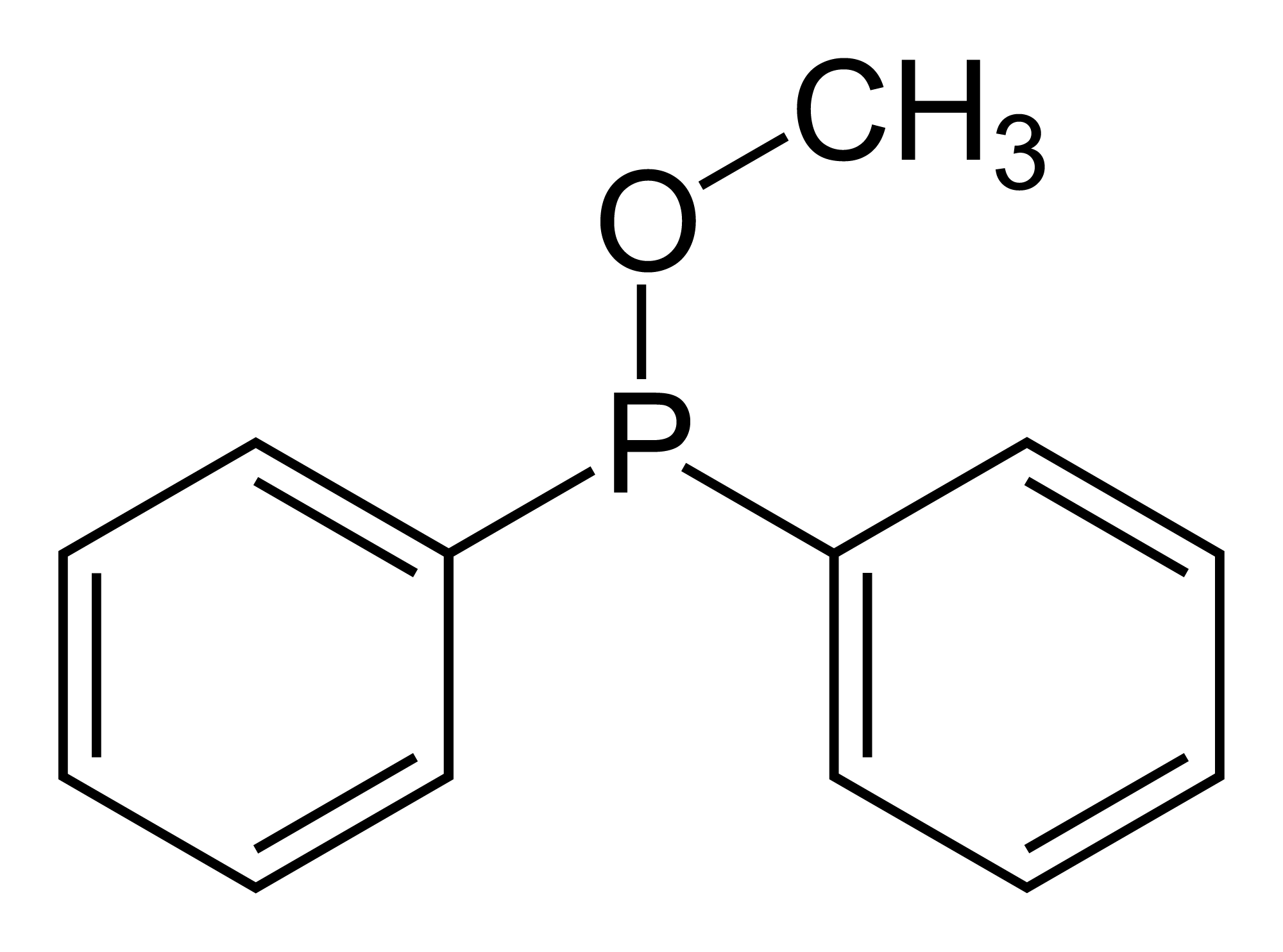
A metil-difenilfoszfinit vonalképlete

A foszfinitek P(OR)R2 képletű foszfororganikus vegyületek. Homogén katalitikus reakciókban és a koordinációs kémiában ligandumként használatosak.

## Előállításuk
A foszfinossav szerves kloridjainak alkoholízisével állítják elő. Például klór-difenilfoszfin és metanol reakciójával bázis jelenlétében metil-difenilfoszfonit keletkezik:
ClPPh2  +  CH3OH   →   CH3OPPh2  +  HCl
Bár a foszfinitek a foszfinsav (R2POH) észterei, ezen az úton nem állítják elő őket.

## Reakcióik
Oxidációjuk révén foszfinátok keletkeznek:
2 P(OR)R2  +  O2   →   2 OP(OR)R2
A foszfiniteket ligandumként használják, a fém foszfin komplexekhez hasonló származékok állíthatók elő. A tipikus foszfinlinagdumoknál erősebb pi-ackceptorok.

## Fordítás
Ez a szócikk részben vagy egészben  a   Phosphinite című angol Wikipédia-szócikk ezen változatának fordításán alapul.  Az eredeti cikk szerkesztőit annak laptörténete sorolja fel. Ez a jelzés csupán a megfogalmazás eredetét és a szerzői jogokat jelzi, nem szolgál a cikkben szereplő információk forrásmegjelöléseként.